# Silvana Denker
Silvana Denker (* 11. August 1984 in Kirchen (Sieg)) ist eine deutsche Fotografin, Curvy-Model und Bodylove-Aktivistin.

## Leben
2010 wurde sie bei einem Model-Contest von Ulla Popken entdeckt und arbeitete im Anschluss als Curvy Model in Deutschland. Danach war sie als Werbegesicht für Ulla Popken tätig und das Juli-Girl im Sheego Kurvenstars Kalender 2013. Zudem war sie in deutschen, europäischen und US-amerikanischen Printmedien zu sehen. Mit Fotografen wie Frank Wartenberg, Armin Morbach oder Sascha Hüttenhain arbeitete sie zusammen.
Zudem fotografierte sie als Bodylove-Aktivistin selbst. Dafür nutzte sie Außenaufnahmen in Fußgängerzonen von jeweils acht Frauen, seltener Männern, die nur mit schwarzer Unterwäsche und schwarzen Schuhen bekleidet sind.
Nachdem bei ihr im Jahr 2017 während einer Untersuchung eine chronische Darmerkrankung sowie zwei Tumore in der Leber entdeckt wurden, mussten letztere in einer umfangreichen Operation entfernt werden. Während der Erholungsphase verlor sie einige Jobs und es drohte sogar, dass ihr der finanzieller Spielraum ausgeht. In dieser Zeit wurde ein Crowdfunding auf der Spendenplattform GoFundMe durch einen Fan gestartet.
Im Januar 2020 lief auf Sat1 die Sendung No Body is perfect – Das Nacktexperiment mit Denker als einer der Coaches. Im Dezember 2021 erschien Silvana erstmals in der Soap-Serie Köln 50667 als Nora Ebsen. Sie wird aktuell von MGM Models in Hamburg und Beautyfull in Italien vertreten.

## Filmografie
- 2013: Schneller als die Polizei erlaubt
- 2013: mieten, kaufen, wohnen
- 2015:  Mensch Leute: Prinzessin mit Übergröße – Existenzkampf auf dem Laufsteg
- 2016: Hier und Heute
- 2016: Curvy Supermodel – Echt. Schön. Kurvig
- 2016: Hirschhausens Quiz des Menschen
- 2017: Arte Re:
- 2017: Make Love
- 2020: No Body is perfect – Das Nacktexperiment
- 2021: Köln 50667

## Auszeichnungen
Plus Size Fashion Days
- 2016: „Support Award“ für die BodyLove-Kampagne